# Мазаринетки

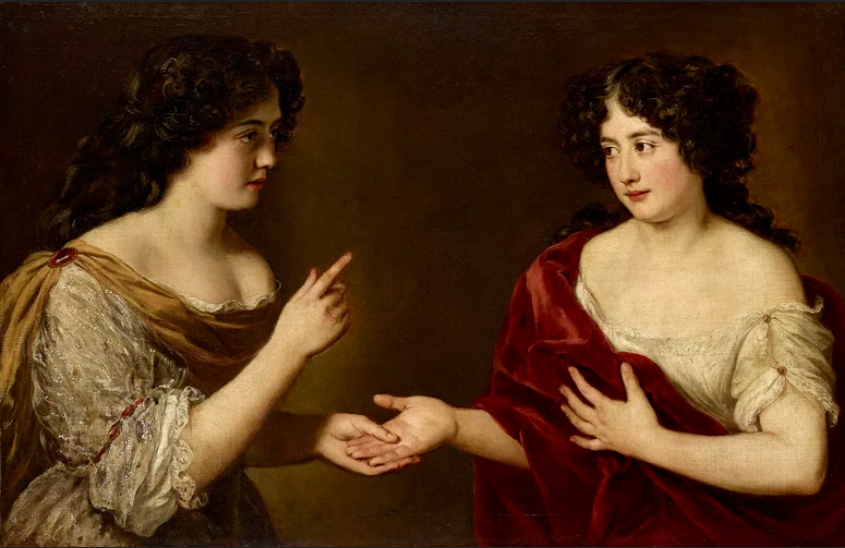
Мария и Гортензия

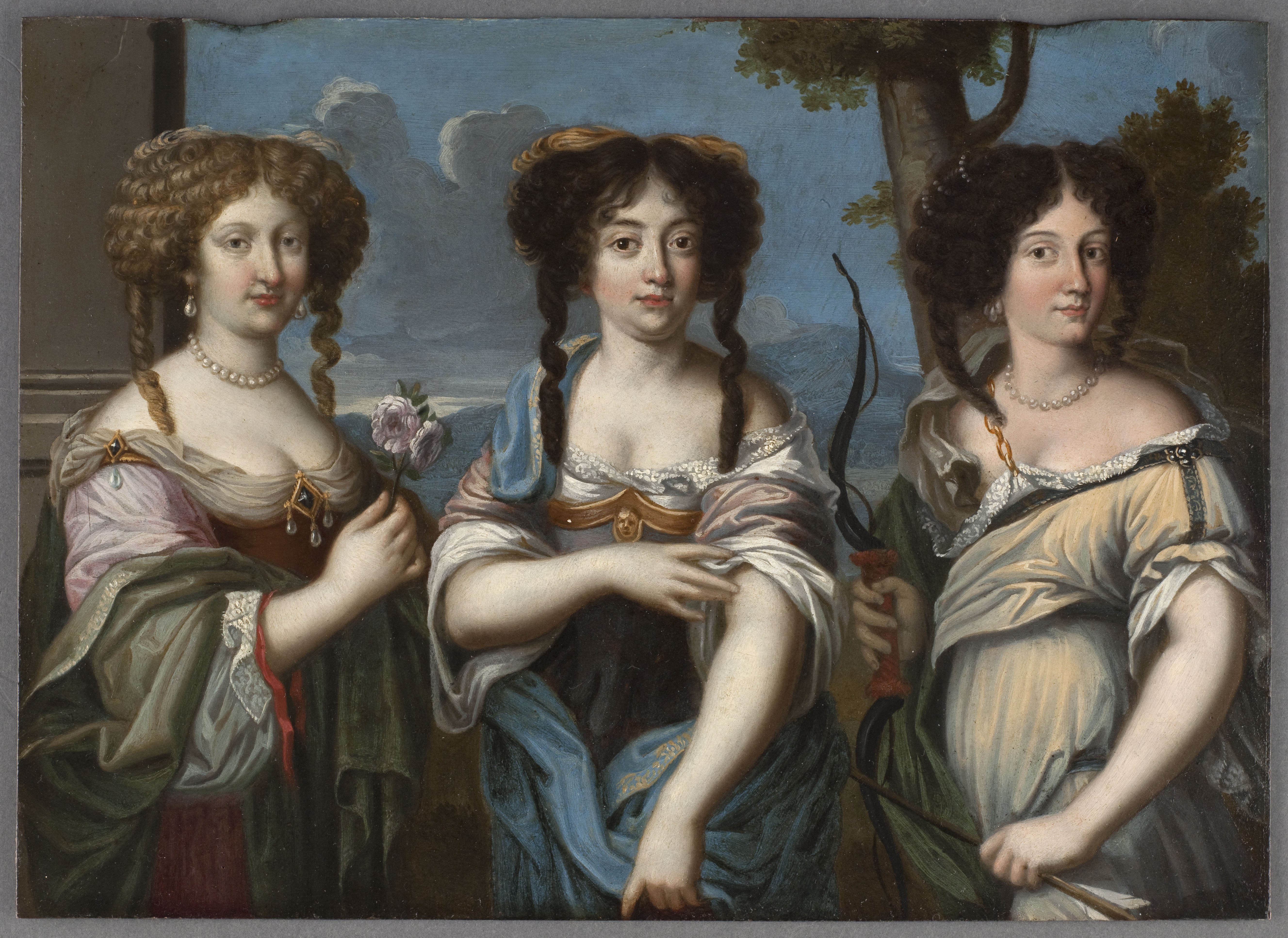
Мария, Олимпия и Гортензия

Мазаринетки (фр. Mazarinettes) — семь племянниц кардинала Мазарини, вместе с тремя племянниками выписанные им во Францию из Италии в 1647 и 1653 годах и впоследствии чрезвычайно удачно выданные им замуж за знатнейших представителей аристократии благодаря огромному приданому.
В 1647 году во Францию приехали Лаура-Виктория и Олимпия Манчини, их брат Паоло и Анна Мария Мартиноцци, а в 1653—1655 годах прибыли остальные. Во время прибытия во Францию девочкам было от семи до тринадцати лет. Они обучались вместе с юным королём, что ставило их в один ранг с принцессами крови.

## Семья Мазарини
1. Пьетро Мазарини — отец кардинала ∞ Ортензия Буфалини
  1.  Джулио Раймондо Мазарини  — кардинал
  2. Джиролама (Джеронима) Мазарини (1608/1614 — 29 декабря 1656) — сестра кардинала ∞ барон Лоренцо Манчини (1602—1650)
    1. Лаура Манчини (1636—1657) ∞ герцог Людовик де Вандом
      1. Луи Жозеф де Вандом, выдающийся полководец

    2. Паоло Джулио Манчини (1636—1652/1654), близнец Лауры, погиб в битве при Сент-Антуане[1]
    3. Олимпия Манчини (1638—1708), также возлюбленная короля Людовика ∞ граф Евгений Мориц Савойский (1635—1673)
      1. Евгений Савойский, выдающийся полководец

    4.  Мария Манчини (1639—1715), первая любовь Людовика XIV ∞ Лоренцо Онофрио Колонна, герцог Тальяколи, князь Палиано и Кастильоне
    5. Филипп Манчини (1641—1707), герцог Неверский, был любовником брата короля, герцога Филиппа Орлеанского ∞ Габриэль де Дама де Тьянж (1656—1715), племянница мадам де Монтеспан
    6. Маргарита Манчини (1643-?)
    7. Альфонсо Манчини (1643—1658) был устроен дядей в Клермонский коллеж с полным пансионом.  Однажды захотел, чтобы друзья покачали его на одеяле. Своды коллежа были низкими, а одноклассники качали Альфонсо столь усердно, что подбросили его до самого потолка. Альфонсо сильно ударился головой о балку и упал, весь залитый кровью. Спасти его могла только трепанация черепа, но он не перенес эту операцию. Два дня спустя после несчастного случая Альфонсо умер.[2]
    8. Гортензия Манчини (1646—1699), самая красивая из сестер, также возлюбленная короля Людовика ∞ Арман Шарль де ла Порт, герцог Ла Мейере (1632—1713). Сбежала от мужа в Лондон и стала фавориткой Карла II.
      1. Поль Жюль де ла Порт, герцог Мазарен и Мейере (1666—1731)
        1. Арман Фелис де ла Порт Мазарен (1691—1729), в замужестве де Майи. 4 из 5 её дочерей стали любовницами Людовика XV.

    9. Анна Манчини (1647—?)
    10. Мария Анна Манчини (1649—1714), также возлюбленная короля, патронесса Расина и Лафонтена ∞ Морис Жодефруа де ла Тур д’Овернь, герцог де Буйон (1636—1721)

  3. Лаура Маргарита Мазарини — сестра кардинала ∞ Джироламо Мартиноцци
    1. Лаура Мартиноцци (1635/38/39—1687) ∞ Альфонсо IV д'Эсте, герцог Моденский
      1. Мария Моденская, королева Англии
        1. Яков Старый Претендент

    2. Анна Мария Мартиноцци (1637—1672) ∞ Арман де Бурбон, принц де Конти
      1. Великий Конти

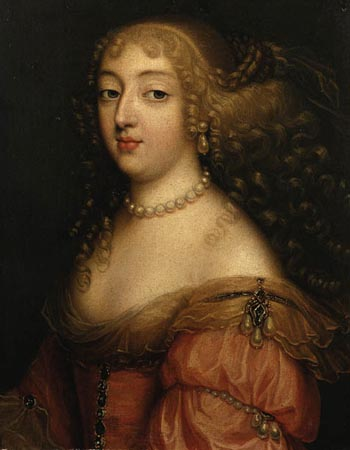
Лаура Манчини
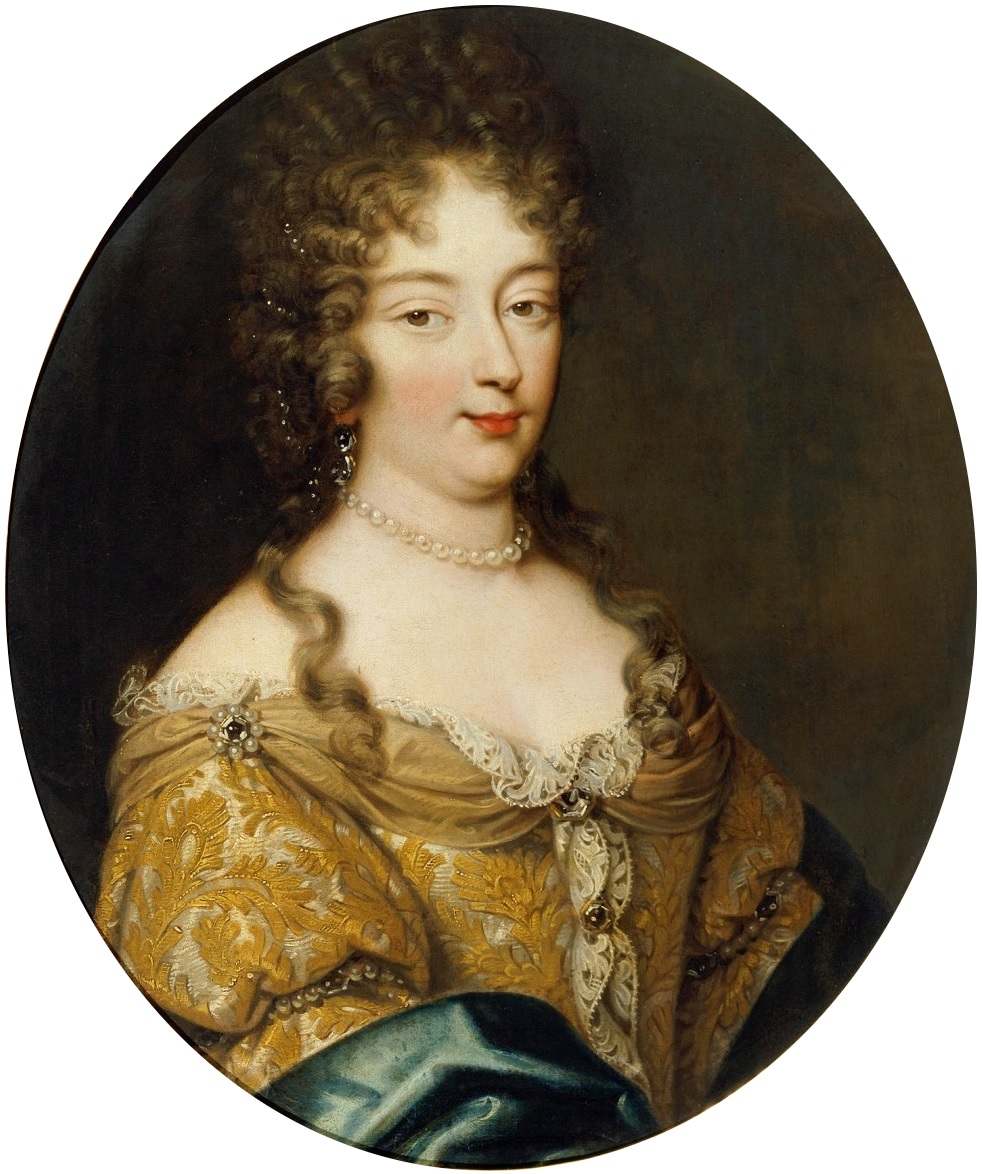
Олимпия Манчини
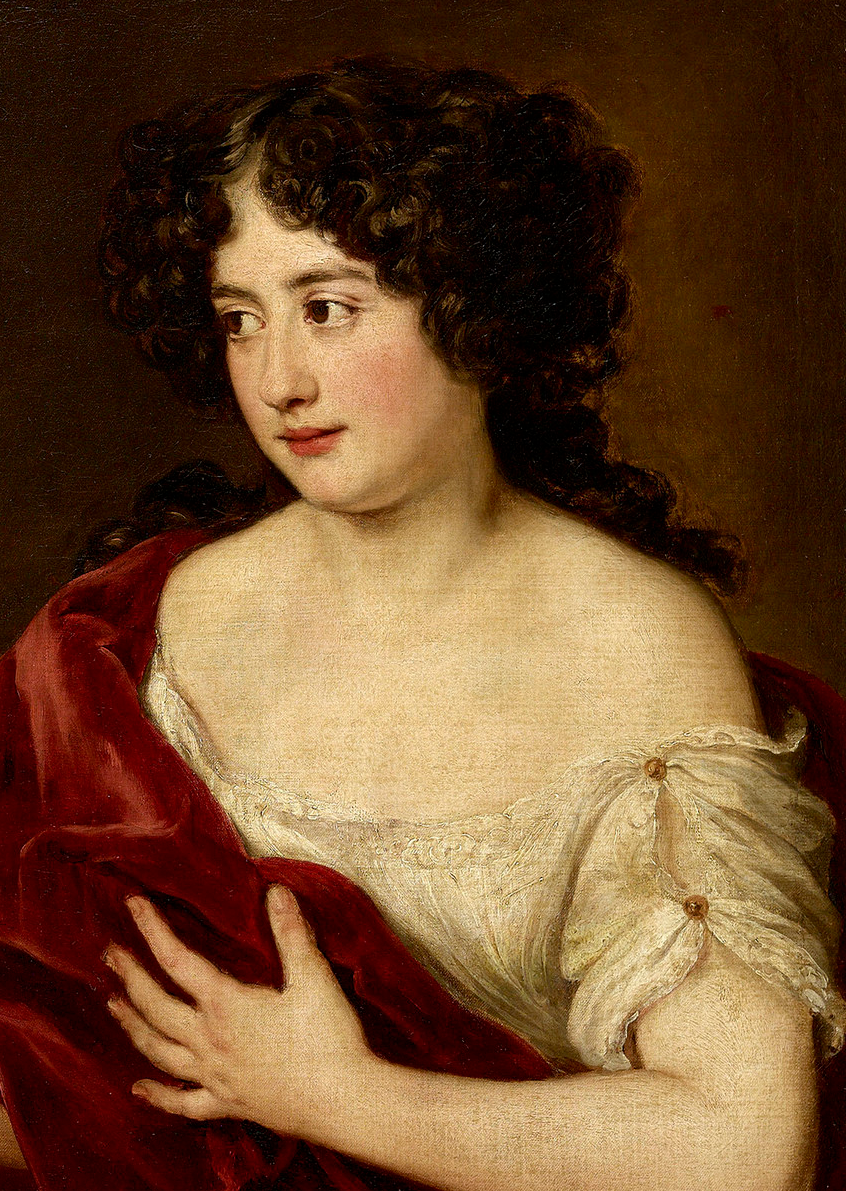
Мария Манчини
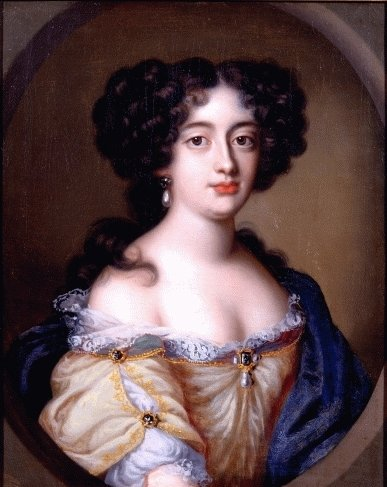
Гортензия Манчини
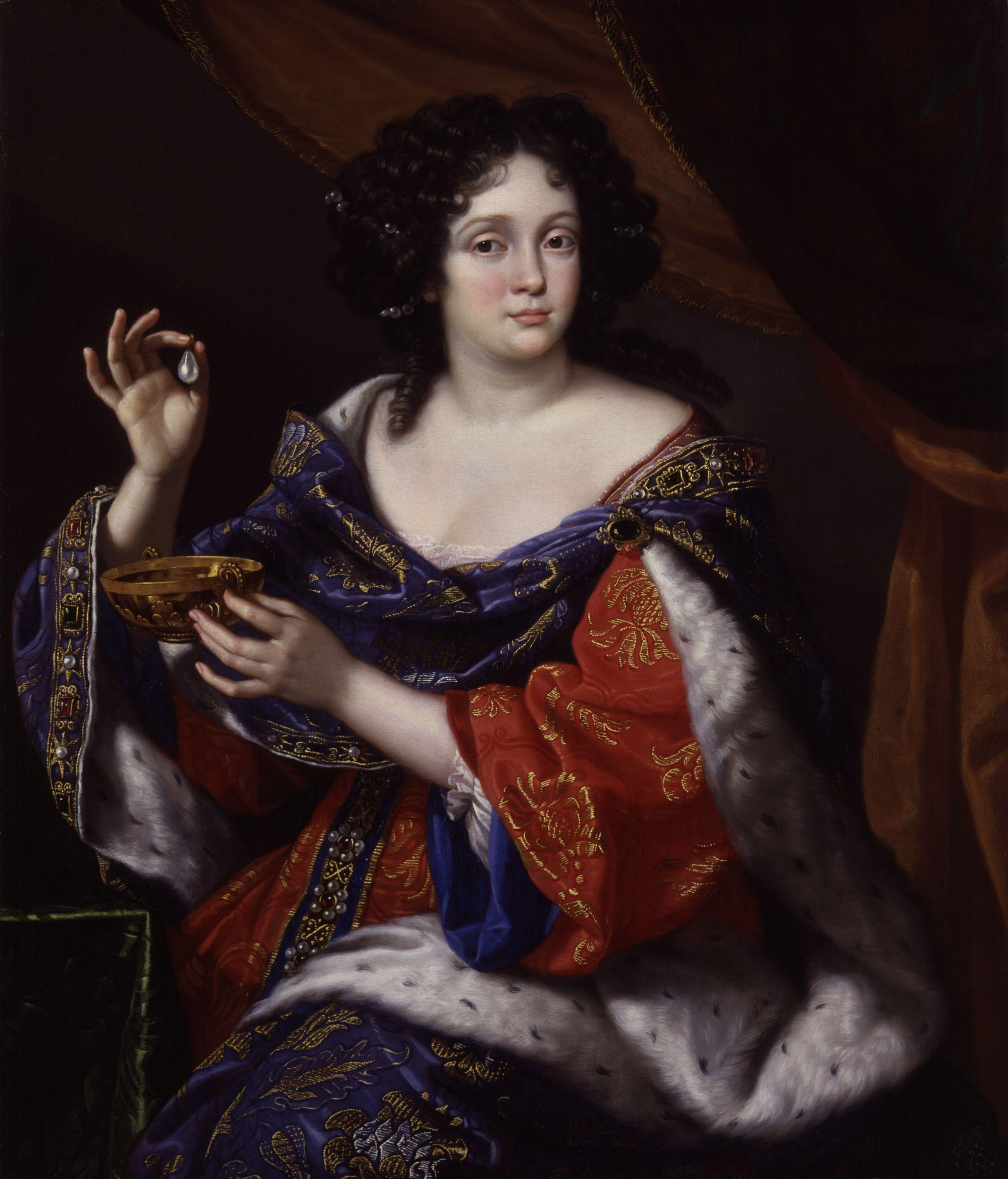
Мария Анна Манчини
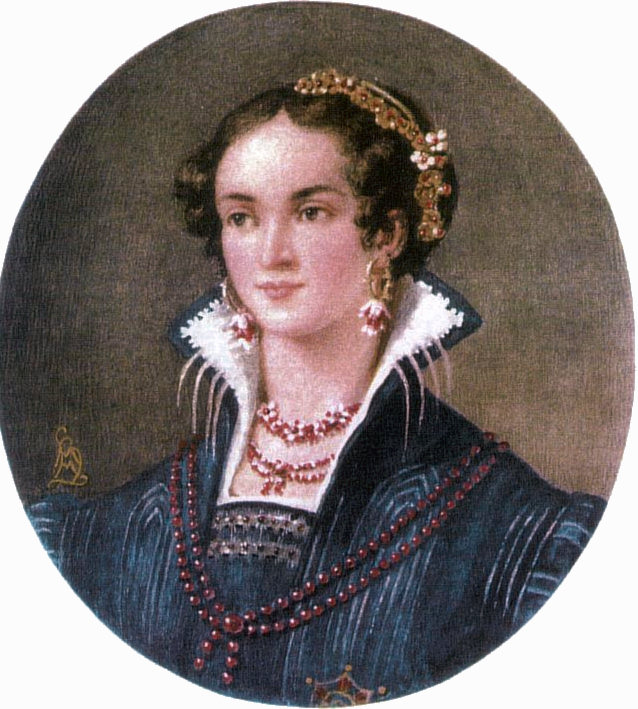
Лаура Мартиноцци
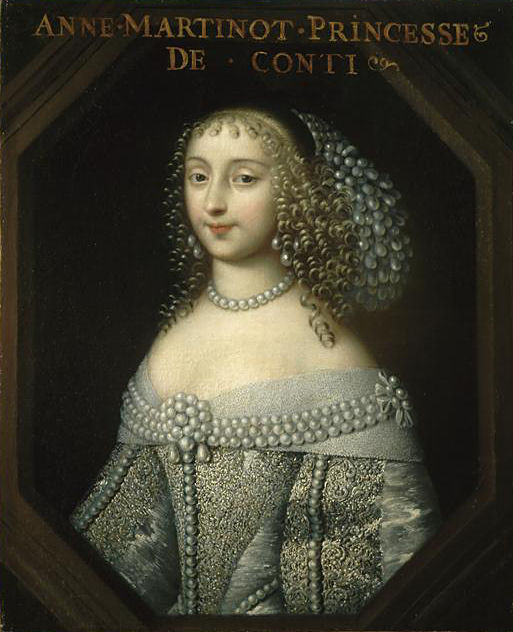
Анна Мария Мартиноцци